# Tilacoleònids
Els tilacoleònids (Thylacoleonidae) són una família de marsupials carnívors extints d'Austràlia. Visqueren entre l'Oligocè i el Plistocè. Estan relacionats amb els coales i uombats d'avui en dia. El gènere més conegut és Thylacoleo.
Els tilacoleònids, també coneguts com a lleons marsupials, s'assemblaven als lleons autèntics, però presentaven unes quantes diferències evidents. La diferència més gran és que tenien un marsupi. També tenien dents incisives ben desenvolupades en lloc de dents canines llargues. Al principi es cregué que les incisives servien per trencar núcules, però el desgast i la forma dels queixals demostraren que els tilacoleònids menjaven carn. Les dents canines en si eren molt petites.